# Jesha-raad
Jesha-raad (Hebreeuws: מועצת יש"ע - Moatzat Jesha) is een koepelorganisatie van Israëlische kolonisten op de Westelijke Jordaanoever en de Gazastrook, de zogeheten Palestijnse Gebieden.
De Jesha-raad is geen partij, maar een buitenparlementaire organisatie. Jesha is een Hebreeuws acroniem voor Judea, Samaria en Gaza(strook). De organisatie zet zich in voor de ontwikkeling van de Israëlische nederzettingen aldaar en bestrijdt regeringsplannen om gebieden binnen Judea, Samaria en de Gazastrook te ontruimen.
Van begin 2010 tot begin 2012 was Naftali Bennett algemeen directeur van de Jesha-raad en huidig voorzitter van de Jesha-raad is Bentzi Lieberman. 